# Geitoneura cyrila
Geitoneura cyrila är en fjärilsart som beskrevs av Waterhouse och Charles Lyell 1914. Geitoneura cyrila ingår i släktet Geitoneura och familjen praktfjärilar. Inga underarter finns listade i Catalogue of Life.